# Sopwith Camel
Pour les articles homonymes, voir Sopwith Camel (groupe) et Camel.
Le Sopwith Camel est un avion de chasse britannique de la Première Guerre mondiale considéré comme un des meilleurs avions conçus par le bureau d'études de Thomas Sopwith. 
Environ 6 000 appareils ont été produits à partir du 22 décembre 1916. Le Sopwith Camel est un des avions de chasse les plus compliqués à piloter ; autant de pilotes de Camel ont été tués dans des accidents que perdus au combat.

## Conception

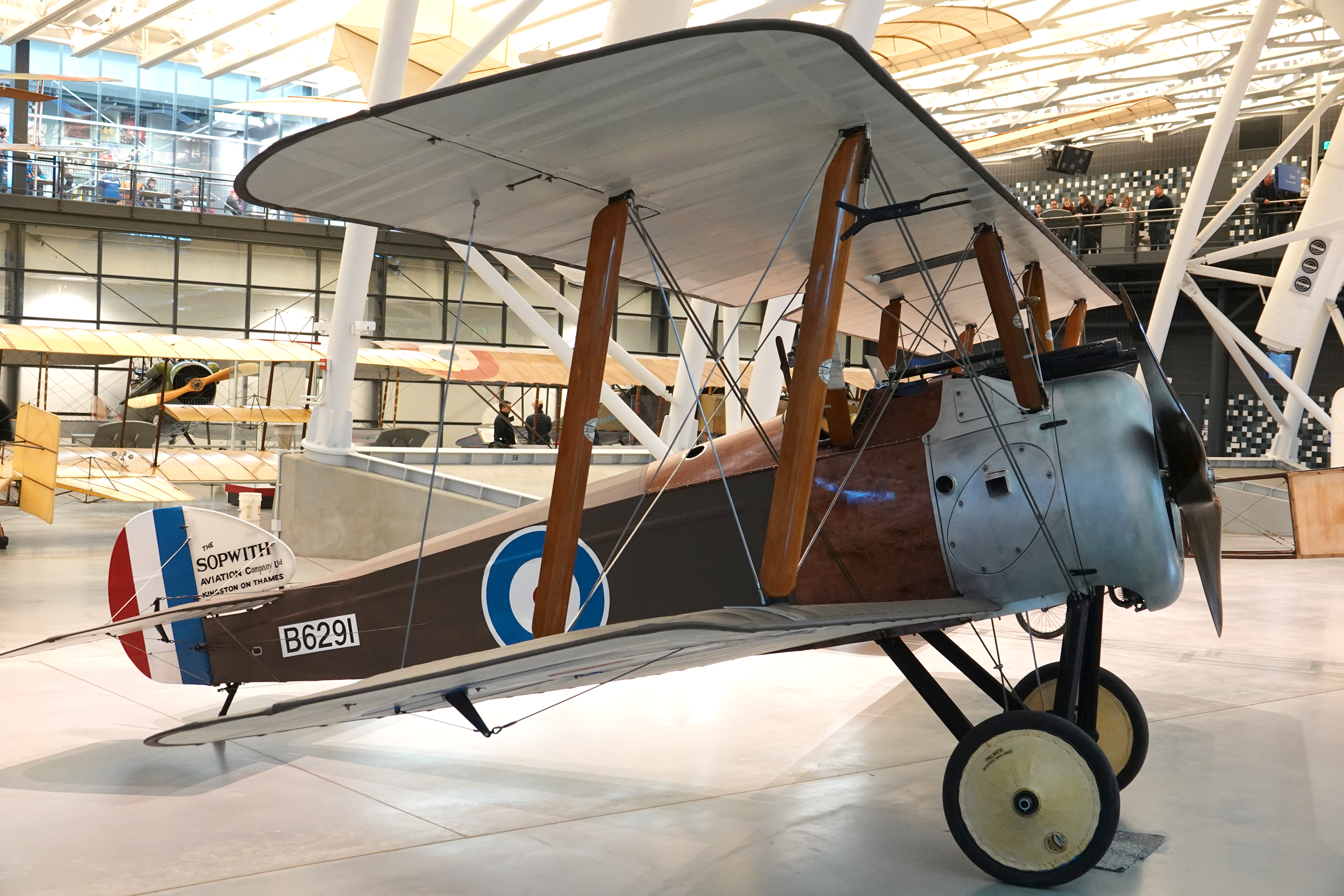
Un Sopwith Camel exposé au musé de l'air et de l'espace de Washington

La désignation officielle de l'avion était Sopwith F1 Scout (éclaireur). L'appareil était le successeur du Sopwith Pup, très apprécié de ses pilotes pour sa douceur et sa souplesse en vol. Il n'en allait pas de même du Camel, aux évolutions brutales, qui fut mortel pour des milliers de ses adversaires mais aussi nombre de ses pilotes
Le moteur du Sopwith Camel est un Gnome et Rhône rotatif à 9 cylindres de 150 chevaux (110 kW). Le Sopwith Camel était armé de deux mitrailleuses Vickers .303 (7,90 mm) montées devant l'habitacle, synchronisées à travers l'hélice et couvertes par un capot de carénage, donnant une bosse qui valut à l'avion son surnom de chameau. Il était capable d'atteindre la vitesse de 185 km/h.
L'appareil effectua son premier vol le 22 décembre 1916 à Webridge, dans le Surrey, aux mains du chef pilote d'essais de Sopwith, Harry Hawker qui, plus tard, fonda sa propre firme, Hawker Aviation (qui fusionnera elle-même avec Siddeley Development Company), à l'origine notamment du chasseur Hawker Hurricane de la Seconde Guerre mondiale. Ses comptes rendus indiquaient la grande sensibilité des commandes. 
La force gyroscopique du moteur rotatif rendait le pilotage difficile pour un débutant (beaucoup sont morts lors d'une mauvaise approche à l'atterrissage), l'avion étant naturellement instable, ce qui obligeait les aviateurs à compenser tout au long du vol pour rester stable et droit mais facilitait le virage du côté de rotation du moteur (il a été dit qu'un virage de 270° vers la droite était plus avantageux qu'un virage de 90° à gauche). Cette agilité dans les combats du Sopwith Camel donna une certaine supériorité aux Alliés dans les combats aériens à la fin de la Première Guerre mondiale.

## Engagements
Entre le 4 juillet 1917 (date d'entrée dans le conflit) et le 11 novembre 1918 (date de l'armistice), les Sopwith ont abattu 1 294 avions ennemis. Le Camel était toutefois adoré ou détesté de ses pilotes. Pour les novices, habitués aux avions-écoles lents et tolérant les erreurs, la facilité du Camel à partir brusquement en vrille était souvent fatale. Les pilotes expérimentés ressentaient une totale affinité avec leur appareil, plusieurs éprouvant le sentiment qu'il leur suffisait de penser à une manœuvre pour que le Camel l'exécute. 
Un Camel détient le record du nombre d'avions ennemis abattus par un même appareil de toute la Première Guerre mondiale : le B6313 du major canadien William George Barker qui combattit en Italie. Du 29 novembre 1917 à son rapatriement en Grande-Bretagne le 29 septembre 1918, il remporta 44 victoires à bord de son avion (33 avions ennemis abattus, 6 désemparés, 9 ballons captifs détruits). L'avion fut réformé sur place.

## Variantes
Le Sopwith Camel reçut toutes sortes de moteurs rotatifs, fabriqués aussi bien par Bentley, Clerget, Ruston et Gnome et Rhône d'une puissance allant de 75  à   112 kW (100 à 150 ch).
Les variantes principales sont le :
- Camel F.1 : Version de base
- Camel 2F.1 : Version spécialement créée pour la marine, dotée d'ailes repliables
- Camel F.1/1 : Version avec des ailes effilées, jamais entrée en service
- Camel TF.1 : Version d'attaque au sol avec des mitrailleuses tirant en oblique à travers le plancher, jamais entrée en service.

## Popularité
Dans la bande dessinée Peanuts de Charles M. Schulz, Snoopy pilote un Sopwith Camel à la poursuite (infructueuse) du célèbre Baron Rouge. 
Un dicton du Royal Flying Corps évoque les caractéristiques du Sopwith Camel : You were headed for a wooden cross, the Red Cross or a Victoria Cross (Le Camel pouvait vous conduire à la croix de bois, à la Croix-Rouge ou à la Victoria Cross (la plus haute décoration militaire britannique),,).